# 小行星1624
小行星1624（1624 Rabe）是一颗围绕太阳公转的小行星。1931年10月9日，卡爾·威廉·萊茵姆特在海德堡发现了此天体。
該小行星以德國天文學家歐仁·拉貝命名。
这颗小行星的绝对星等为20.77983400944478等。